# Campeonato Sul-Americano de Futebol de Mesa – Sectorball
O Campeonato Sul-Americano de Futebol de Mesa é um torneio de futebol de mesa, na modalidade Sectorball, que ocorre anualmente com sede variada. Teve sua primeira edição no ano de 2017, em Santa Rosa de Calamuchita, na Argentina.
Desde a primeira edição, o torneio é subdividido em três categorias (individual, por seleções e por clubes), todas com mesma sede e de maneira simultânea.